# Neuapostolische Kirche Magdeburg-Leipziger Straße

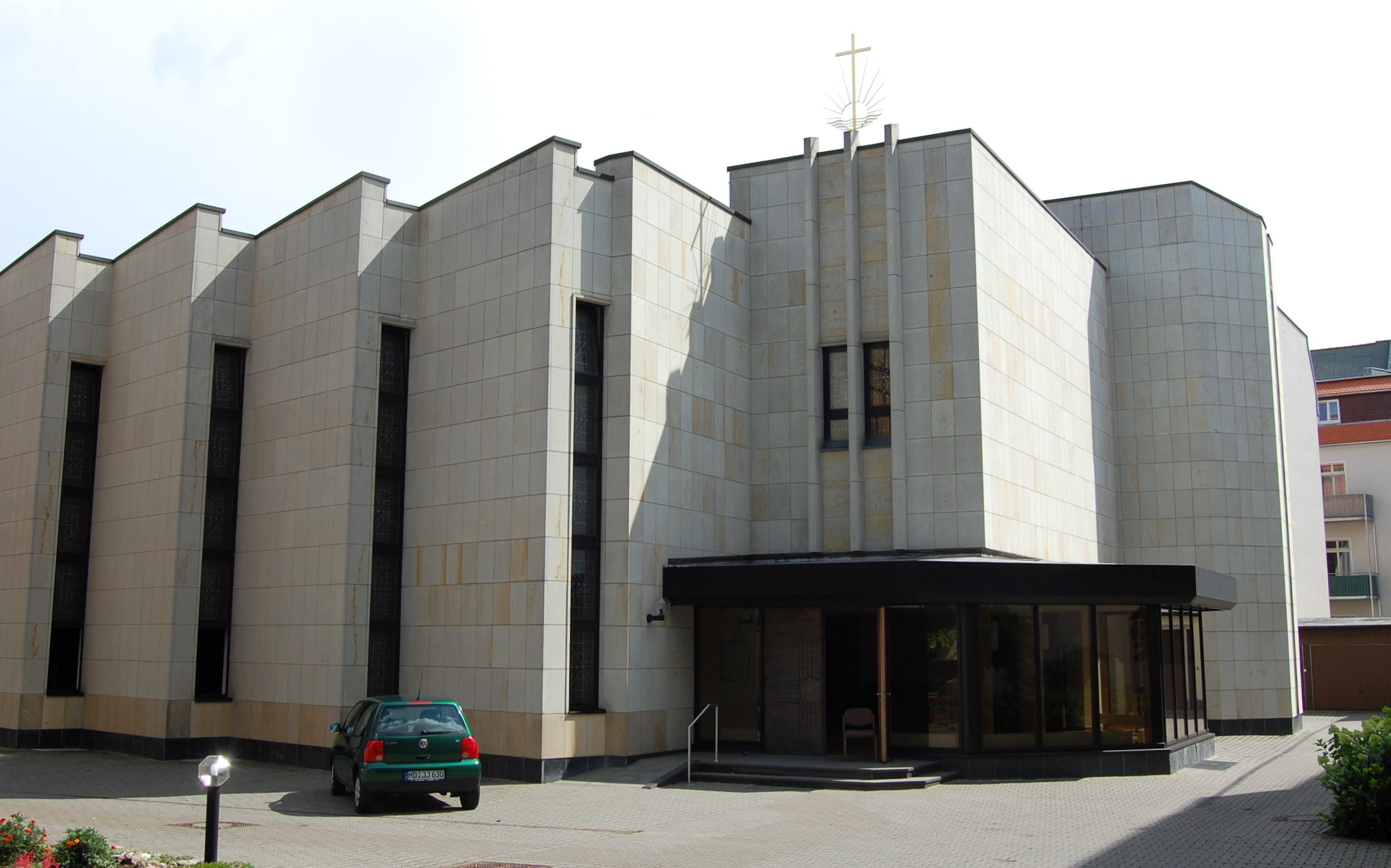
Neuapostolische Kirche Magdeburg-Leipziger Straße

Die Neuapostolische Kirche Magdeburg-Leipziger Straße ist eine neuapostolische Kirche im Magdeburger Stadtteil Leipziger Straße.

## Geschichte
Seit 1888 gibt es in Magdeburg Menschen Neuapostolischen Glaubens. Eine erste Familie besuchte zunächst Gottesdienste in Mahlpfuhl. Der erste Magdeburger Versammlungsraum entstand im Lemsdorfer Weg 2 in Sudenburg im August 1895. Im Laufe der Zeit entstanden vier Gemeinden im Stadtgebiet. Die Gemeinden Magdeburg-Sudenburg, Magdeburg-Mitte und Magdeburg-Wilhelmstadt vereinigten sich 1921 zur Gemeinde Magdeburg-Süd, nachdem sie ein Grundstück in der Leipziger Straße Nr. 52 gekauft hatten. Die Gemeinde Magdeburg-Neustadt bezog später ein eigenes Grundstück, auf dem sich heute die Neuapostolische Kirche Magdeburg-Neustadt befindet. 
In den Jahren 1987 bis 1992 ersetzte die Gemeinde Magdeburg-Süd das zunächst genutzte Fachwerkgebäude aus dem 19. Jahrhundert durch einen modernen Kirchenbau. Die Grundsteinlegung erfolgte im Oktober 1987, die Einweihung am 21. November 1992. Es steht mit einem der Kirchenbauprogramme in der DDR im Zusammenhang.

## Bauwerk
Das Kirchengebäude in der Leipziger Straße ist ein eingeschossiges und voll unterkellertes Gebäude, das mit Sandstein und am Sockel mit Theumaer Schiefer verkleidet ist. Der Entwurf stammt vom Architekten Preil. Die Bauausführung erfolgte als ausgemauerte Stahlkonstruktion. Die Fenster verfügen über eine Thermo- und Bleiverglasung und sind als Holz-Aluminium-Verbundfenster ausgeführt. Der Innenraum bietet Platz für 1300 Menschen und wird durch weiße Decken und Wände dominiert. Gelber Jura-Marmor dient als Fußboden. Altar, Orgelprospekt, Gestühl und Türen sind aus Holz in Brauntönen gefertigt. Seit Dezember 1994 gibt es eine vom Halberstädter Orgelbauunternehmen Reinhard Hüfken umgebaute und angepasste dreimanualige Peter-Orgel mit 46 Registern und elektrischen Trakturen, die 1970 bis 1976 für die Stadtkirche St. Michael Schlüchtern entstand. Auf der rückwärtigen Empore befindet sich das Fernwerk des Instruments.